# Ankia Naat

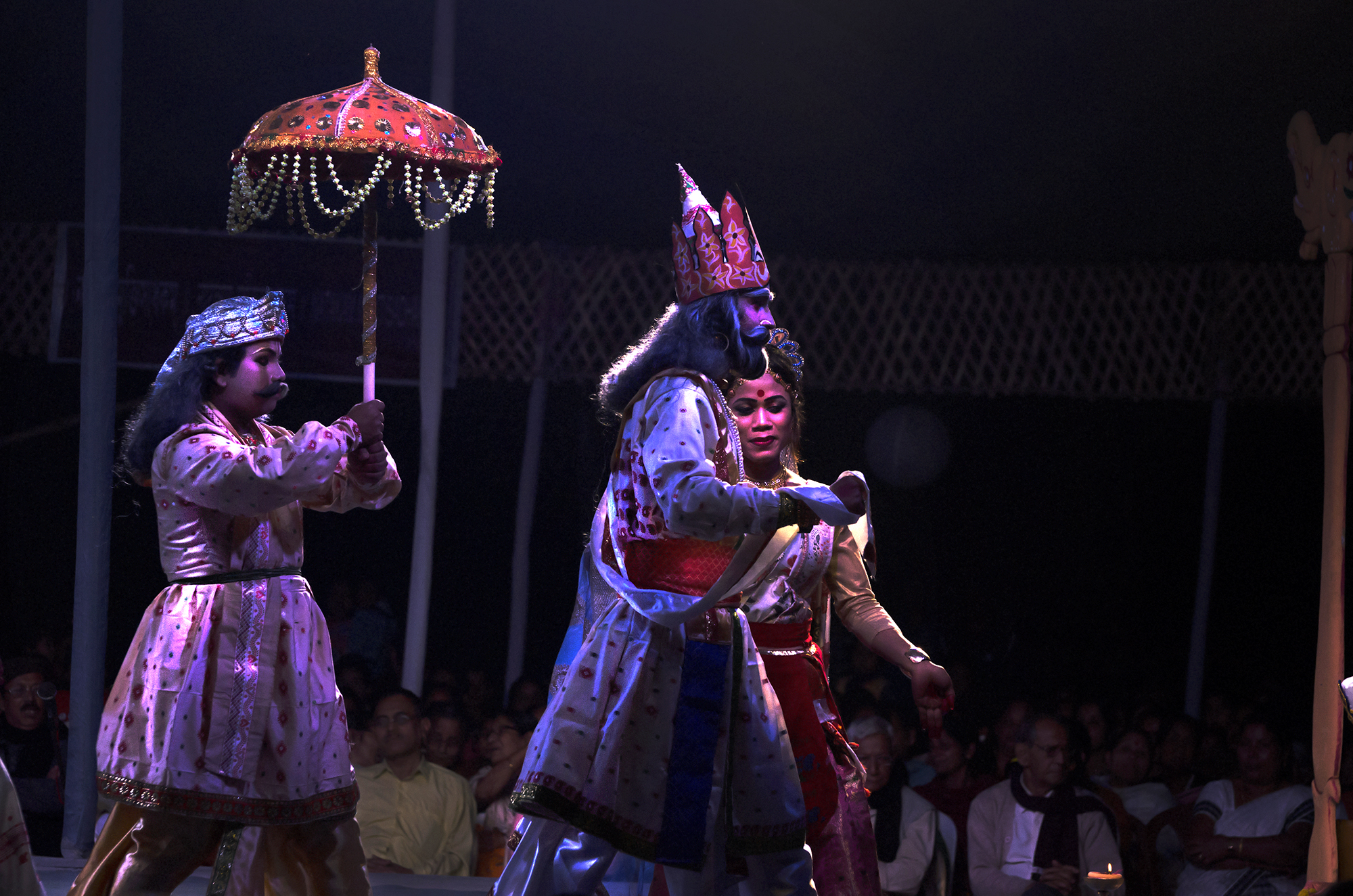
Ankia Nat : Srimanta Sankardev foi o primeiro pioneiro no conceito de drama na língua Assamesa. Embora houvesse algumas artes cênicas induzidas pelo drama, elas não eram consideradas dramas puros.

Ankia Naats (em assamês:  অংকীয়া নাট) são uma classe de peças de um ato realizadas em Assam, na Índia. A invenção do Ankia Naat é geralmente atribuída ao santo medieval e reformador social Srimanta Sankardeva . As peças foram escritas em uma linguagem poética Assamese artificial do antigo período medieval chamada Brajavali centradas principalmente em Krishna . Uma apresentação particular de um Ankia Naat é chamada de Bhaona . As peças costumam combinar instrumentos ao vivo e cantores, dança e figurinos elaborados na produção.
A performance de um Ankia Naat inicia com uma bênção em sânscrito seguida de um elogio a Deus em Brajavali. A peça geralmente começa com o prelúdio, ou Purvaranga. Tocando tradicionais instrumentos de percussão acompanhados pelo címbalo pela dupla cantora e musicista (Gayan, Bayan) em grupo. Os instrumentos são tocados com exagerados movimentos das mãos e em dois tempos chamados Saru-Dhemali e Bor-Dhemali. Após o prelúdio, o narrador, ou Sutradhar, entra no palco e começa a performance propriamente dita.
Ankia Naat visava ser visto por pessoas comuns em Assam medieval, a maioria dos quais se esperava que fossem analfabetos. Assim, uma explicação foi incluída em cada estágio sucessivo do drama. O Sutradhar teve que atender a várias tarefas como produção, direção e comentários entregues de todo o drama.
O assunto principal de Ankia Naat é adorar o Senhor Krishna. As músicas em Ankia Naat também são descritivas.